# Иванов, Валентин Тимофеевич
Валентин Тимофеевич Иванов (1929—2003) — математик, член-корреспондент АН РБ (1991), доктор технических наук (1977), профессор (1978). Засл. деят. науки и техники РФ (1989), науки БАССР (1983).

## Биография
Иванов Валентин Тимофеевич родился 1 января 1929 года в дер. Гайтанкино Октябрьского района Татарской АССР.
В 1949 году окончил Стерлитамакский учительский институт, в 1963 году — Башкирский государственный университет (ныне Уфимский университет науки и технологий).
После окончания института, с 1949 года работал учителем, директором школы.
С 1966 года работал преподавателем в БГУ, в 1975—1993 — зав. кафедрой прикладной информатики и численных методов БГУ, с 1993 по 2001 год — профессор кафедры вычислительной математики, одновременно работал зав. сектором вычислительной математики в отделении физики и математики БФ АН СССР (1974—1992).
Научные интересы Иванова — математическое моделирование электротепломассопереноса в системах. Им были разработаны численные методы решения систем уравнений, возникающих в электроразведке, гальванике, защите металлов от коррозии.
Иванов В. Т. — участник Международных математических конгрессов в Индии (1987) и Италии (1989).
Академик академии наук РБ, он состоял в Отделении физико-математических наук АН РБ.
Среди его учеников много кандидатов и докторов наук, работавших на кафедре, в том числе: к.ф.-м.н., доцент Махмутов М. М.(1972—1993 гг), д.т. н., профессор Щербинин С. А.(1986—2002 гг.), к.ф.-м.н., доцент Бочкарева И. В.(1989—2001 гг.), д.ф-м.н., профессор Болотнов А. М.(1983—2009 гг.), профессор Лубышев Ф. В.

## Труды
Иванов Валентин Тимофеевич Методы решения прямых и обратных задач электрокаротажа. М., 1983 (соавт.).
Оптимизация электрических полей, контроль и автоматизация гальванообработки. М., 1986 (соавт.).
Математическое моделирование электротепломассопереноса в сложных системах. Уфа, 1991 (соавт.).